# Hans Nahar
Hans Nahar (Paramaribo, 6 september 1910 – aldaar, 24 oktober 1992) was een Surinaams voetballer. Hij speelde als aanvaller. Hij kwam internationaal uit voor Suriname, Curaçao en Aruba.

## Biografie

### Vroege leven
Hans Nahar kwam uit een gegoed gezin: zijn vader had met zijn baan als accountant een goed inkomen. Hij groeide een groot deel van zijn leven op in Albina met twee broers en vier zussen. Als kind schopte hij tegen van alles en nog wat, inclusief stenen, waardoor zijn schoenen geregeld gerepareerd moesten worden. In zijn kindertijd waren er in Suriname maar weinig sportvelden, waardoor hij en zijn vrienden moesten uitwijken naar binnenplaatsen of de straat. Hij begon op zijn achtste met voetballen voor een ploeg in de Saramaccastraat.

### Clubcarrière
Nahar speelde in 1927 voor het seniorenteam van de Surinaamse Go Ahead. Op 17-jarige leeftijd speelde hij tegen het sterke team van Everton uit Demerara. Vrij snel stapte hij over naar MYOB, die lid was van de Katholieke Voetbal Bond (KVB). Na zeven jaar keerde hij terug naar de Surinaamse Voetbal Bond (SVB). 
In 1934 kwam hij uit voor Voorwaarts in de Eerste Divisie van de SVB. In zijn debuutseizoen scoorde hij zeven keer in zeven wedstrijden. Het jaar erop speelde hij voor de Politie Voetbal Vereniging (PVV) en verbrak hij het record van meest gescoorde doelpunten in een wedstrijd in de Eerste Divisie. Zijn club won toen met 11-1 van DRD. Hij bleef tot 1939 voor PVV spelen, tot hij werk kreeg op Curaçao.

### Internationale carrière
Nahar kwam aanvankelijk internationaal uit voor Suriname. Volgens bronnen vertegenwoordigde hij zijn land zeventig keer, dertig keer voor de SVB en veertig keer voor de katholieke bond NGVB.
Hij vertegenwoordigde Curaçao in de eerste editie van het CCCF-kampioenschap van 1941. Hij scoorde acht doelpunten tijdens het toernooi en was daarmee samen met José Rafael Meza topscorer. Van 1946 tot 1950 kwam hij uit voor Aruba.